# Обсерваторія Арма
Обсерваторія Арма — астрономічна науково-дослідна установа в місті Арма, Північна Ірландія. В обсерваторії працює близько 25 астрономів, які досліджують астрофізику зір, астрономію Сонця, Сонячної системи та клімат Землі.

## Розташування
Обсерваторія розташована недалеко від центру міста Арма, поруч із Планетарієм Арма, на території площею близько 5.7 га, відомій як Астропарк Арма.
Обсерваторія, планетарій і Астропарк є відомим туристичним та освітнім центром. Тут можна побачити історичні телескопи, сонячні годинники, масштабні моделі Сонячної системи та Всесвіту, куполи телескопів та інші експонати просто неба.

## Історія

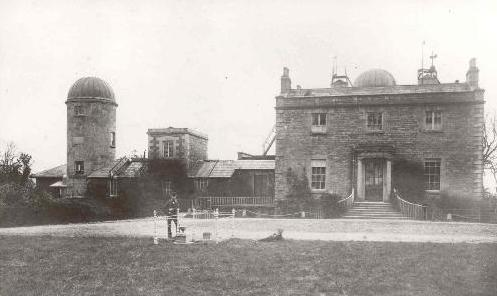
Обсерваторія Арма в 1883 році. На передньому плані метеорологічна станція (в загорожі), на даху будівлі анемометр Робінсона (праворуч) і прилад для вимірювання сонячної радіації (ліворуч).

Обсерваторія була заснована 1789 року Річардом Робінсоном, 1-м бароном Рокебі, лордом-примасом всієї Ірландії та лордом-архієпископом Арма.
В 1795—1797 в Арма проводились спостереження Сонця, включаючи вимірювання сонячних плям.
1846 року Томас Робінсон, директор обсерваторії Арма, винайшов чашковий анемометр — прилад для вимірювання швидкості вітру.
В середині XX сторіччя в Арма понад 30 років працював відомий естонський астроном Ернст Юліус Епік.
У 1949 році був запропонований план створення планетарію Арма. Планетарій було відкрито 1968 року.
У 2018 році обсерваторія отримала нагороду Centennial Weather Station Award від Всесвітньої метеорологічної організації за 224 роки безперервних записів погоди, що починаються з 1794 року.

## Директори
Директори обсерваторії та роки їхнього правління:
- Джеймс Арчібальд Гамільтон[en] (1790 - 1815)
- Вільям Девенпорт (1815 - 1823)
- Томас Ромні Робінсон (1823 - 1882)
- Джон Луїс Еміль Драєр (1882 - 1916)
- Джозеф А. Хардкасл (1917)
- Вільям Фредерік Арчдал Еллісон[en] (1918 - 1936)
- Ерік Мервін Ліндсей[en] (1937 - 1974)
- Март де Гроот (1976 - 1994)
- Марк Е. Бейлі (1995 - 2016)

Директори обсерваторії та планетарію Арма:
- Майкл Бертон[en] (з 2016)[7]

## Прилади
Рефрактор Тротона діаметром 2,5 дюйми (6,35 см) був встановлений у куполі в 1795 році. Телескоп був виготовлений у Лондоні та відомий своєю латунною металевою роботою кінця XVIII століття. Також відомий екваторіальний телескоп Тротона, який має екваторіальне монтування.